# Stoenești, Argeș
Stoenești là một xã thuộc hạt Argeș, România. Dân số thời điểm năm 2002 là 4593 người.